# بورت كوكويتلام (كولومبيا البريطانية)
بورت كوكويتلام (بالإنجليزية: Port Coquitlam)‏ هي مدينة كندية تقع في مقاطعة كولومبيا البريطانية. تبلغ مساحة هذه المدينة 28.8481 (كم²)، ويبلغ عدد سكانها 52687 نسمة حسب إحصاء سنة 2006 م، بينما كان يسكنها 51257 نسمة في سنة 2001 م. تحتل هذه المدينة المرتبة رقم 88 بين مدن كندا حسب عدد السكان والمرتبة رقم 19 في المقاطعة. نما عدد السكان في هذه المدينة بنسبة (2.8) بين العامين المذكورين.

## أعلام
- انتحار أماندا تود
- ريان غلين
- روبرت ويليام
- زاك هاميل
- بيتي فوكس

## وصلات خارجية
- الأطلس الحكومي لكندا
- إحصاءات كندا مع ساعة تعداد السكان